# آبان آفشور
آبان آفشور (به انگلیسی: Aban Offshore) شرکت خدمات نفت و گاز هندی است. این شرکت، به عنوان بزرگترین ارائه‌دهنده خدمات حفاری دریایی در کشور هند محسوب می‌شود.
عمده‌ترین پروژه‌های شرکت آبان، در مشارکت با شرکت اوان‌جی‌سی است. این شرکت، در سال‌های اخیر، دامنه فعالیت‌های خود را گسترده نموده و در حال حاضر یکی از ۱۸ سکوی نیمه‌شناور حفاری آن(ABAN8)، بدون انجام عملیات، برای شرکت پتروپارس، از زیرمجموعه‌های شرکت ملی نفت ایران، می‌باشد.و سکوی دیگر آن(DD2) نیز برای شرکت ملی حفاری در فاز 14 پارس جنوبی در حال حفاری می‌باشد و همچنین یکی دیگر از سکوهای آن(ABAN6) در مناطق عملیاتی نفت و گازبوشهر بدون عملیات حضور دارد و به تازگی سکوی دیگر آن(DD4) به علت اتمام قرارداد با شرکت نفت فلات قاره آب‌های ایران را به مقصد دبی ترک کرده‌است.(تمامی چهار سکوی ذکر شده از نوع جک آپ میباشند)
سهام شرکت آبان آفشور، در بازار بورس اوراق بهادار بمبئی دادوستد می‌شود. در سال ۲۰۰۸، مدیر عامل این شرکت؛ رجی آبراهام، در فهرست ثروتمندترین افراد جهان، در رتبه ۶۰۵ قرار گرفت.